# Esteban Daza
Esteban Daza (Valladolid, c.1537 – Valladolid, entre 1591 y 1596) fue un compositor y vihuelista español del Renacimiento. Es el último de los vihuelistas del siglo XVI cuya obra impresa ha llegado hasta nosotros. 
De familia de clase media, fue el menor de trece hermanos. Estudió derecho en la Universidad de Valladolid, donde se graduó en 1563. 

## El Parnaso

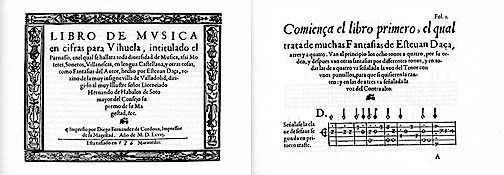
Portada y primera página del primer libro de El Parnaso.

El Parnaso es el único libro conocido de música publicado por Esteban Daza. Fue impreso en 1576, en Valladolid y contiene obras para vihuela sola y vihuela y canto. Su título completo es Libro de música de cifras para vihuela, intitulado El Parnaso. Es el último de los libros publicados para vihuela. Está dividido en tres libros y consta de fantasías y transcripciones para vihuela de canciones, motetes, villancicos, villanescas y sonetos polifónicos de otros compositores como Pedro Guerrero, Francisco Guerrero, Juan García de Basurto, Jean Maillard, Jean Richafort, Thomas Crecquillon, Simon Boyleau, Rodrigo de Ceballos, Juan de Navarro, Pedro Ordóñez y Clemens non Papa.

## Discografía
- Véase la sección de discografía de: El Parnaso (discografía).